# Limnactinia laevis
Limnactinia laevis is een zeeanemonensoort uit de familie Limnactiniidae.
Limnactinia laevis is voor het eerst wetenschappelijk beschreven door Carlgren in 1921.